# Selva pluvial
La selva pluvial, pluviïsilva, bosc humit o selva humida, és un bioma que es caracteritza per precipitacions abundants durant tot l'any, amb mínims anuals entre 1.750 i 2.000 mm, i un clima amb altes temperatures. Aquests tipus de boscos es caracteritzen per arbres alts i densos, amb una gran diversitat d'espècies. La zona de convergència intertropical té un paper significatiu, ja que, en bona part, és la responsable de la creació d'aquest tipus de bioma de la Terra.

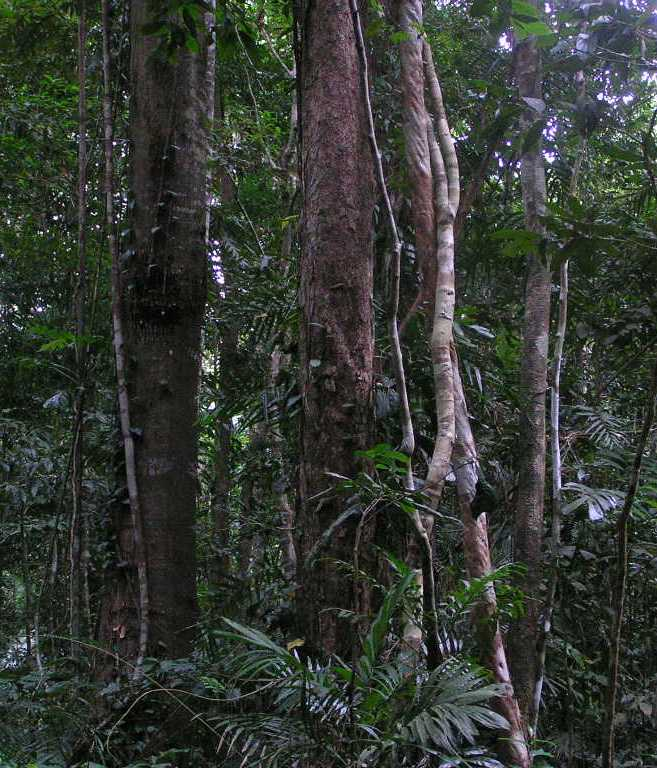
La selva Daintree a Queensland, Austràlia

D'un 40 a un 75% de totes les espècies de la Terra són oriündes de la selva. S'ha calculat que molts milions d'espècies de plantes, d'insectes i de microorganismes encara estan per descobrir. Les selves pluvials s'han anomenat les "joies de la Terra", i la "farmàcia més gran del món", ja que s'hi han descobert més d'una quarta part dels medicaments naturals. Les selves aporten el 28% d'oxigen processant-lo amb la fotosíntesi a partir de diòxid de carboni.
La vida en el sotabosc en una selva pluvial es troba restringida en moltes àrees i es redueix l'existència en abundància d'organismes descomponedors de fulles a causa de la falta de llum a nivell del sòl. Això fa que sigui possible caminar pel bosc. Si el fullatge de la capçada és destruït o malmès, la terra és aviat colonitzada per un dens embolic vegetal en creixement, arbusts i petits arbres.

## Ecologia

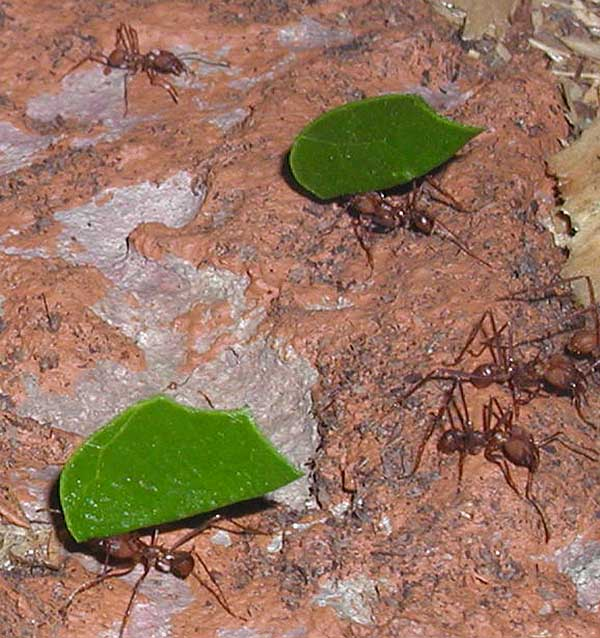
Les formigues talladores de fulles són els principals herbívors en moltes selves sud-americanes

S'estima que més del 40% de l'oxigen produït i usat a la Terra prové d'aquests espais vegetals, encara que, com hem dit, el balanç net sigui aproximadament zero. Tanmateix, han estat objecte d'aclarides i tales indiscriminades des de fa més d'un segle, la qual cosa està reduint ràpidament la seva àrea per tot el món. En la dècada dels 90, s'estima que hi va haver una reducció anual de 58.000 km². El 14% de la superfície de la Terra estava coberta per selves primàries; en l'actualitat, aquest percentatge s'ha reduït tan sols al 6% i al ritme actual de desforestació, aquestes hauran desaparegut dins d'uns 40 anys. Les selves primàries són reemplaçades per vegetació secundària de creixement ràpid, però de menor interès des del punt de vista de la conservació dels ecosistemes. Els biòlegs consideren que gran quantitat d'espècies estan sent abocades a l'extinció -possiblement més de 50.000 a l'any- a causa de l'eliminació del seu hàbitat.
El balanç de CO₂ i O₂ de l'Amazones sense pertorbar és nul, però quan tallem i cremem la fusta aquest equilibri es trenca, absorbint grans quantitats d'oxigen i alliberant enormes quantitats de CO₂. S'estima que la selva amazònica conté unes 1,1 · 1011 tones mètriques de carboni absorbit de l'atmosfera.
Podríem resumir les característiques de la vegetació de selva com a:
- Clima: càlid humit (Af en la nomenclatura de Köppen).
- Temperatura mitjana anual: oscil·la entre els 27 i els 29 °C, fins i tot als 400 m d'altitud o una mica més.
- Altitud: es disposa normalment al pis de terra calenta. Si es troba en pisos superiors, s'ha de parlar de selves muntanyeses o selves ennuvolades.
- Precipitació atmosfèrica: mitjana anual: oscil·la entre 1.500 a 2.000 mm i els 3.000 mm o més. En el cas del límit inferior, s'ha d'aclarir que aquestes pluges han d'estar molt ben repartides durant l'any, la qual cosa només fa referència a climes amb una localització molt específica.

## Desforestació
Les selves tropicals i temperades han estat sotmeses a severes tales i a l'agricultura durant el segle xx, i l'àrea coberta per selves al voltant del món està en contínua disminució. Els biòlegs han calculat que el nombre de grans espècies s'està extingint (possiblement més de 50.000 a l'any; a aquesta proporció, diu E. O. Wilson de Harvard University, un quart o més de tota les espècies de la Terra es podria exterminar en els propers 50 anys) a causa de la supressió d'hàbitat amb la destrucció de les selves.
Un altre factor que provoca la pèrdua de selva és l'expansió de les àrees urbanes. La selva litoral que creix al llarg d'àrees costaneres d'Austràlia oriental és ara rara a causa de creixement lineal per acollir la demanda del turisme de sol i platja.
Els boscos s'estan destruint a un ritme ràpid, gairebé un 90% de la selva d'Àfrica occidental ha estat destruïda des de l'arribada d'humans fa 2.000 anys, Madagascar ha perdut dos terços de la seva selva pluvial originària. Amb els índexs actuals, les selves tropicals a Indonèsia desapareixeran en 10 anys i Papua Nova Guinea en 13 a 16 anys.
En diversos països, en particular al Brasil, la desforestació s'ha declarat una emergència nacional. La desforestació de l'Amazònia va augmentar en un 69% el 2008 front a 2007, de dotze mesos, segons dades oficials del govern. La desforestació podria destruir o danyar greument gairebé el 60% de la selva amazònica el 2030, segons un nou informe de WWF.
Tanmateix, el 30 de gener de 2009, en un article del New York Times es va declarar: "Per a una estimació, per cada acre de selva tropical que es redueix cada any, més de 50 hectàrees de nous boscos estan creixent en el tròpic...". El nou bosc inclou boscos secundaris en terres de conreu antic i els anomenats boscos degradats.

### Característiques
La totalitat d'aquestes àrees té aproximadament 17 milions d'hectàrees de bosc, cosa que significa al voltant del 20% del món.
Aquest biosistema és compost per gran quantitat d'espècies vegetals i animals. S'estableixen relacions de competència per la llum, que constitueix el principal factor limitant; per això, aquestes selves són riques en epífits i lianes paràsites. Molts arbres tenen contraforts. La temperatura mitjana està sempre per sobre dels 20 graus, les variacions de temperatures diàries és major que la interanual i la pluviometria, generalment, entre els 1.500 i els 4.000 litres. Una de les principals característiques n'és la biodiversitat vegetal i animal. Al voltant del 60% de totes les espècies del planeta es troben en aquest ecosistema extremadament amenaçat.

## Vegetació
Ell sol, aquest ecosistema conté un 70% de les espècies vegetals conegudes. La seva vegetació, caracteritzada per l'estratificació vertical, és altament dominada per les plantes, sobretot les espècies de flors i els arbres. Es poden trobar entre 80 i 200 espècies d'arbres per hectàrea als boscos tropicals madurs. Tanmateix, no trobarem més que rarament dos individus de la mateixa espècie en una hectàrea. Més d'una o dues espècies no podran ser dominants més que en els sectors específics tals com en els aiguamolls.
Les fulles tenen, en general, els extrems molt allargats, que permeten accelerar l'evacuació de l'aigua, ja que l'aigua estancada priva de les funcions respiratòries i assimiladores de l'arbre i afavoreix les plantes epífites. Hi ha pocs brotons, ja que no hi ha mala estació a superar. Quan existeixen, són protegits per pèls, fulles secundàries.

### Epífit

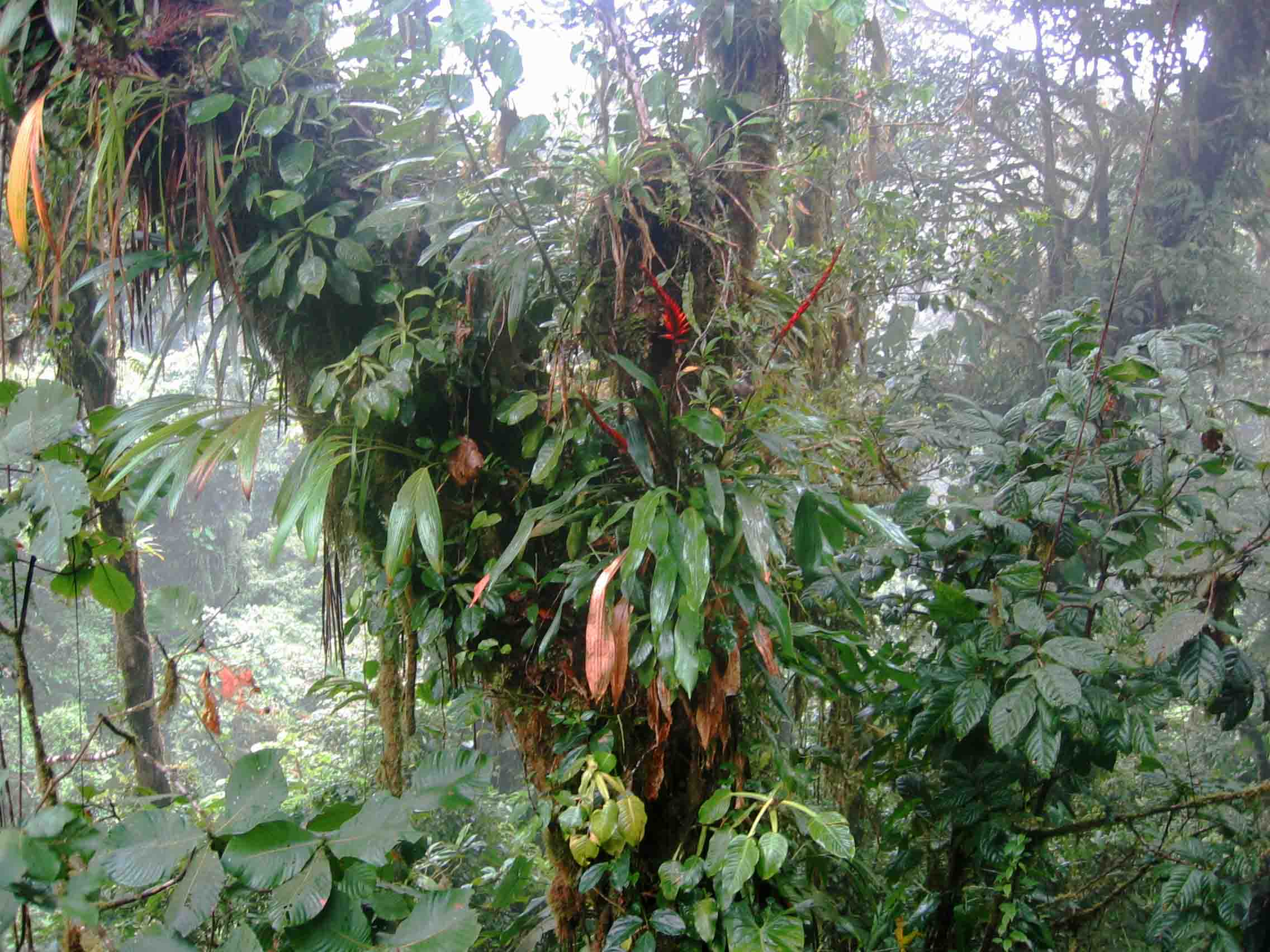
Arbre que suporta, sobre el tronc i branques, nombroses plantes epífites al parc Santa Elena de Costa Rica

El terme planta epífita es refereix a qualsevol planta que creix sobre un altre vegetal usant-lo solament com a suport, però que no el parasita. Aquestes plantes són anomenades a vegades plantes aèries, ja que no arrelen sobre el sòl. No obstant això, existeixen moltes espècies d'algues, incloent-hi les marines, que són epífites sobre altres espècies aquàtiques (marines o aquàtiques angiospermes).
Les epífites utilitzen la fotosíntesi per a proveir-se d'energia i (les que no són aquàtiques) obtenen humitat de l'aire o de la pluja que es diposita sobre la superfície del seu amfitrió. Les arrels poden desenvolupar-se primàriament per adhesió i les estructures especialitzades (com les esquames i copes) són les que recullen i mantenen la humitat.
Les plantes epífites no parasiten el seu amfitrió, sinó que creixen independentment obtenint-ne únicament suport físic. L'avantatge més evident respecte a altres herbes restringides a la terra és que reben més llum en els ombrívols ecosistemes boscosos i es mantenen lluny dels herbívors. No obstant això, poden desenvolupar-se amb tanta densitat que arriben a danyar la planta amfitriona.
Les epífites més conegudes inclouen les molses, els líquens, les orquídies, les falgueres i les bromèlies (com la coneguda Tillandsia), encara que es poden trobar en tots els grups principals del regne vegetal. Les acumulacions de grans epífites es donen més abundantment en les selves humides tropicals i boscos temperats plujosos, però tant líquens com molses es troben en qualsevol entorn amb arbres.
Les epífites són una de les sis subdivisions de les formes vitals de Raunkjaer.

## Tipus de selves pluvials
Existeixen diferents tipus de selves pluvials, bàsicament: la selva tropical, que es pot diferenciar en equatorial i subtropical; i la selva pluvial temperada.
La pluviïsilva equatorial (o tropical) està localitzada en zones properes a l'equador. Es caracteritza per un clima uniforme, amb temperatures sempre altes i precipitacions abundants durant tot l'any, amb un gran excedent d'aigua. Els arbres són alts i estan molt junts, de forma que no tenen branques en la part inferior i les copes són contínues, i projecten una ombra molt espessa.
La pluviïsilva tropical (o subtropical) està localitzada en el litoral de sobrevent entre els 10° i 25° de latitud, on existeix un cicle anual de pluges amb una llarga estació humida que alterna amb una altra de pluges escasses i de temperatura més freda. El bosc és similar a l'equatorial, però amb menys espècies i menys lianes. En canvi, són abundants els epífits, les plantes adherides als troncs, branques i fulles.
La pluviïsilva temperada es caracteritza per unes condicions climàtiques més moderades, però uniformes durant tot l'any. Aquestes condicions es donen en zones equatorials i tropicals a gran altura, en els litorals orientals entre 25° i 40° de latitud, i els litorals occidentals entre 35° i 55°. El bosc difereix dels anteriors perquè hi ha relativament poques espècies, els arbres són menys alts amb un grau de cobertura menys dens, i amb vegetació desenvolupada en l'estrat inferior.

### Boscs temperats

Distribució general de selva temperada de clima temperat

Els boscs temperats cobreixen una gran part del món, però els de tipus humit (les selves pluvials temperades) només apareixen en unes poques regions.
La majoria s'estableixen en climes oceànics humits:
- Boscos temperats humits del Pacífic del sud-oest d'Alaska a la Califòrnia central.
- Bosc valvidià temperat humit i boscos magallànics subpolars humits del sud de Xile i l'adjacent Argentina.
- Retalls de bosc temperat humit d'Europa del sud de Noruega al nord d'Espanya.
- Boscos temperats humits del sud-est d'Austràlia de Tasmània i l'estat australià de Victòria i l'illa sud de Nova Zelanda, costa occidental.

D'altres es fan en climes subtropicals humits:
- A Sud-àfrica: boscs de Knysna-Amatole,
- Els boscos de la Còlquida a l'est del mar Negre a Turquia i Geòrgia.
- Els boscos del Caspi a l'Iran i l'Azerbaidjan.
- Els boscos de muntanya temperada humida de l'est de Taiwan, sud-oest del Japó (boscos de Taiheiyo),
- Costa nord d'Austràlia i illa Nord de Nova Zelanda.

En climes continentals plujosos:
- A les muntanyes Rocoses de la Colúmbia Britànica, nord d'Idaho i nord-oest de Montana,
- En part de l'extrem de l'orient rus: Ussuri, Manxúria, Sakhalín.

Altres climes:
- En part de les muntanyes apalatxianes del nord de l'estat de Geòrgia a Nova Anglaterra.
- A les muntanyes de coníferes de la Xina i nord de Corea Changbai.

Per als boscos temperats humits d'Amèrica del Nord, la definició de P. B. Alaback està amplament acceptada:
1. Precipitació anual per sobre de 1.400 mm.
2. Temperatura mitjana anual entre 4 i 12 °C.

Tanmateix, la precipitació anual requerida depèn de factors com la distribució de la pluja al llarg de l'any, les temperatures durant el decurs de l'any i presència de la boira. Les definicions en altres països on hi ha boscs temperats humits són diferents. Per exemple, la definició per a aquests tipus de boscs australians és ecològica més aviat que climàtica:
1. La cobertura de la capçada ocupa com a mínim el 70% del cel.
2. El bosc està compost principalment per arbres, als quals no els cal la regeneració mitjançant incendis, però el seu planter és capaç de regenerar-se sota l'ombra i en clarianes naturals.[6]

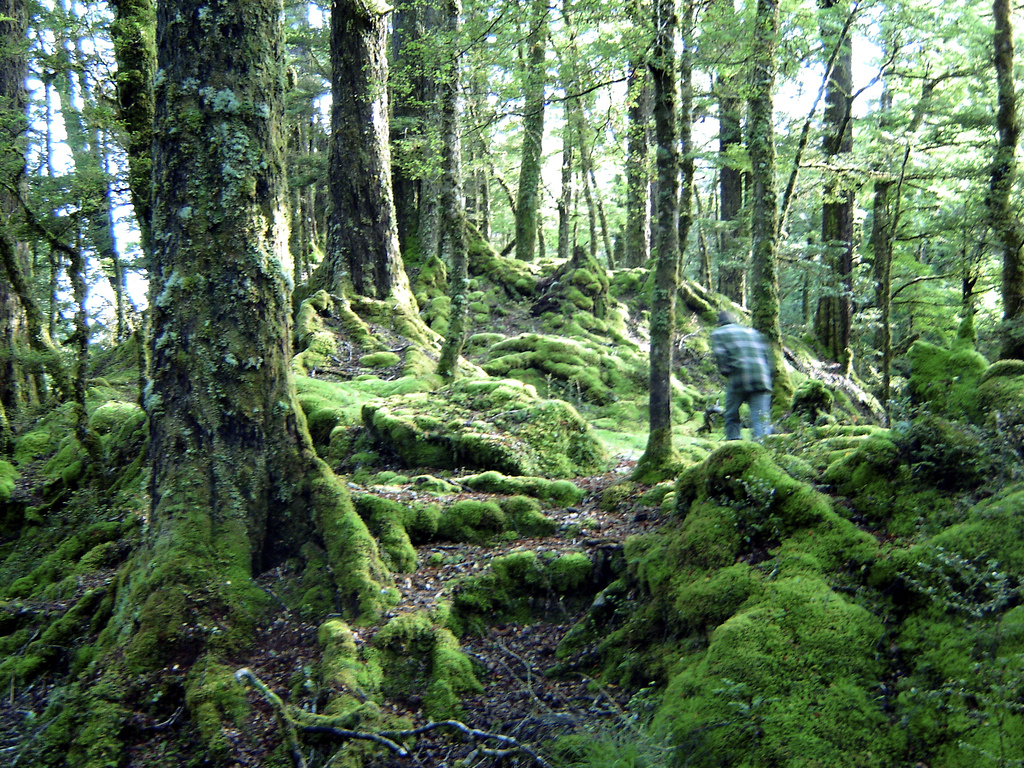
Bosc temperat humit de Nova Zelanda

Els boscos temperats humits reuneixen les característiques següents:
- Relativa proximitat a l'oceà, normalment amb muntanyes litorals. Els boscos temperats humits necessiten la proximitat de l'oceà per a moderar la variació estacional de la temperatura, creant hiverns més suaus i estius més frescos que les àrees continentals. Molts d'aquests boscos tenen boires d'estiu que mantenen el bosc fresc i humit en els mesos més càlids. Les muntanyes litorals incrementen la pluja en els vessants que miren al mar.
- Els incendis forestals són difícils per la gran i constant humitat del bosc.
- Els epífits, incloent-hi les molses, són abundants. Com que aquestes plantes no tenen accés a la humitat del sòl, depenen de la gran humitat i de la pluja de la part de dalt del bosc.

Les ecoregions on es troben aquests boscos són: boscos de frondoses i mixtos en clima temperat i boscos de coníferes en clima temperat.
Els boscos temperats humits tenen els més elevats nivells de biomassa de qualsevol ecosistema terrestre i són notables per la gran mida dels arbres com l'avet Douglas o Picea sitchensis.

### Tropical

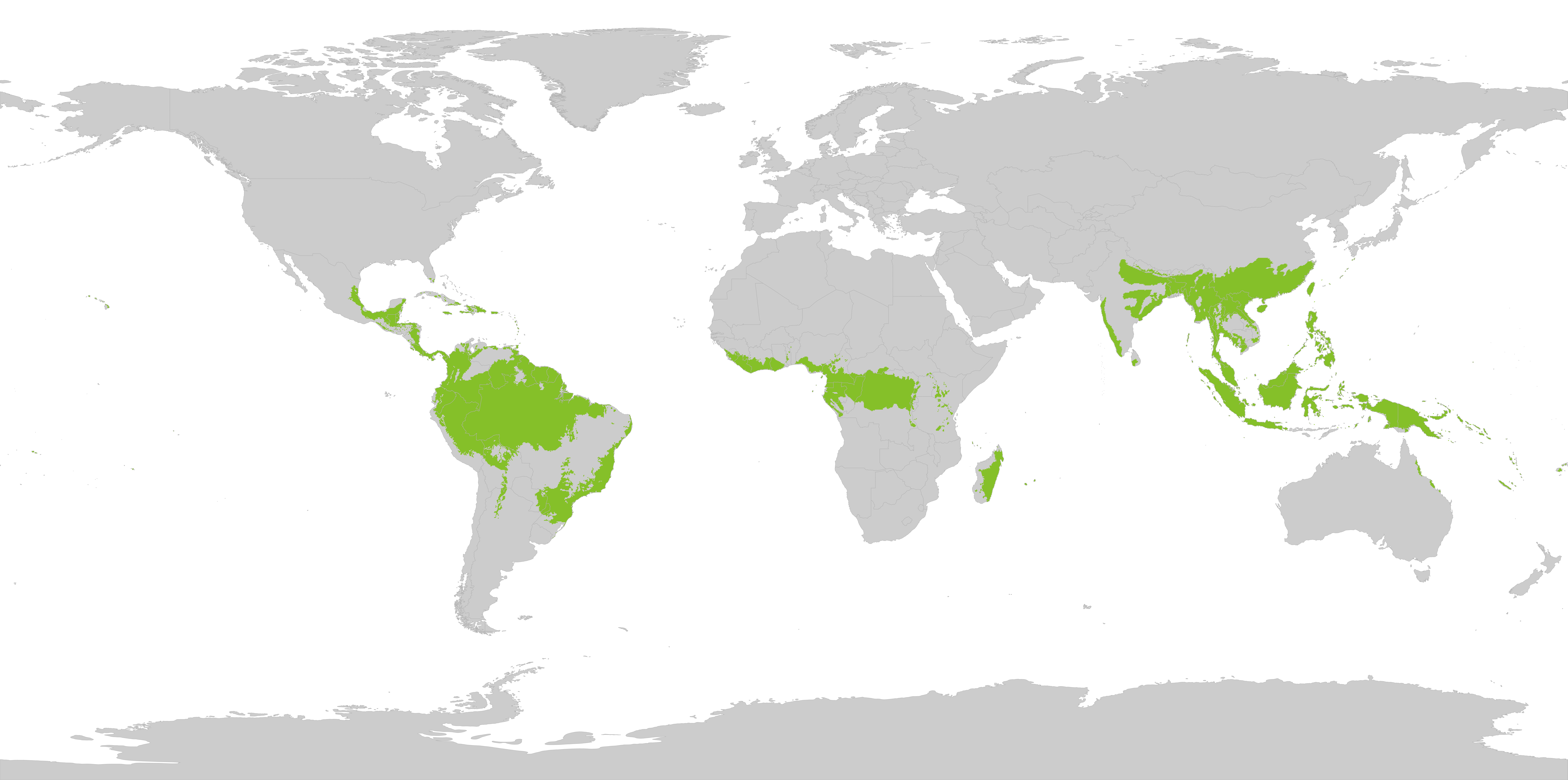
Localització de les selves tropicals al món

La selva pluvial tropical és un tipus de bosc que es desenvolupa en l'espai intertropical. Aquest terme es reserva per al bosc tropical humit de manera continuada, on plou un mínim de 1.750 litres per metre quadrat a l'any, i en canvi s'anomena jungla quan hi ha una estació seca prou llarga per diferenciar-se del primer.
Semblaria que, globalment, els boscos tropicals emmagatzemen (lleugerament) més carboni que no en produeixen i participarien, de fet, en la reducció dels gasos d'efecte d'hivernacle. En la pràctica, la baixada de les superfícies oblitera una mica aquest balanç. Tanmateix, hi ha temptatives interessants de plantacions a gran escala de boscos destinats a ser pous de carboni (guardant en memòria la pobresa ecològica d'aquest tipus de mitjà).
El bosc assegura la preservació de la biodiversitat, té un paper important en el cicle de l'aigua. Permet també una explotació forestal per a les necessitats humanes.
La indústria farmacèutica utilitza molècules procedents del bosc.
La selva tropical es dona en tres regions de la Terra:

### Africana
Només es desenvolupa en la seva zona equatorial, però sense poder formar-se a l'est del continent que té una llarga estació seca. Estesa per Libèria, golf de Guinea i conca del riu Congo. Fa milions d'anys, va patir les conseqüències de canvis climàtics que ha afectat l'evolució de la vegetació. És, de les tres, la de menor àrea.

### Selva atlàntica
La mata atlàntica o selva atlàntica és una formació vegetal brasilera. Les selves atlàntiques presenten arbres amb fulles amples perennes. Hi ha gran diversitat d'epífites, com bromèlies i orquídies. No ha de ser confosa amb la selva amazònica o floresta amazònica, especialment al Brasil.
Era la segona major selva tropical en ocurrència i importància a Amèrica del Sud, principalment al Brasil. Acompanyava tota la línia del litoral brasiler del Rio Grande do Sul al Rio Grande do Norte (regions meridional i nord-est). En les regions sud i sud-est arribava fins a l'Argentina i Paraguai. Cobria importants trams de serres i escarpes de l'altiplà brasiler, i era contínua amb la selva amazònica. En funció de la desforestació, principalment a partir del segle xx, es troba avui extremadament reduïda, i és una de les selves tropicals més amenaçades del món. Malgrat ser reduïda a pocs fragments, en la seva majoria discontinus, la biodiversitat del seu ecosistema és una de les majors del planeta.

### Selva amazònica

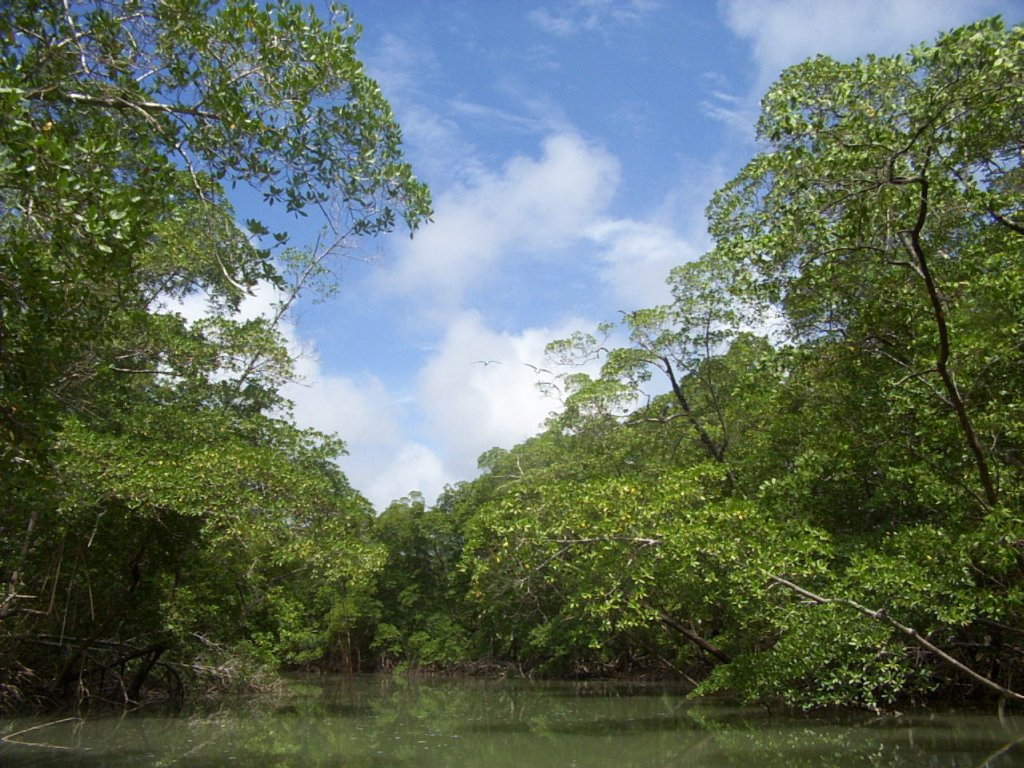
Paisatge riberenc a l'Amazònia

És la més gran de totes: ocupa gran part del Brasil i els països limítrofs. Ha mantingut el clima i la vegetació estable al llarg de milions d'anys.
En la selva de l'Amazones, es troben en 10.000 m² prop de 100 espècies d'arbres. L'alçada mitjana dels arbres gira al voltant dels 55 metres. La quantitat d'insectes i animals encara és desconeguda. Està molt amenaçada per l'extensió de l'agricultura que utilitza la tècnica de cremar la vegetació i sembrar sobre les cendres.

#### Biòtop
- Localització geogràfica: la selva amazònica està situada al nord d'Amèrica del Sud, a l'entorn de tot el riu Amazones, que va des de la Quebrada de Apacheta, al peu del Nevado Misti, fins a l'oceà Atlàntic, com es mostra a la imatge de la dreta. Aproximadament, les seves coordenades són: latitud = 12° nord – 12° 30’ sud i longitud = 42° oest - 77° oest.
- Clima: té un clima tropical equatorial: càlid i humit amb abundants precipitacions durant tot l'any sense gaires variacions estacionals. Per aquest motiu, els arbres de la selva no tenen una època especial per a florir o fer fruit.
- Precipitacions: el total de pluja anual passa dels 2.000 litres i el repartiment de les precipitacions, que és molt uniforme al centre de la regió, no ho és tant a la perifèria, on en els mesos de juny a agost (hivern de l'hemisferi sud) la pluja disminueix a prop d'una tercera part i es va marcant el que seria una estació seca.
- Altura sobre el nivell del mar: la selva amazònica es troba, quasi tota, a uns 300 metres per sobre del nivell del mar, encara que un dels punts més alts es troba a 2.000 metres d'altitud al macizo de las Guayanas.
- Vents: la selva amazònica es veu afectada pels vents alisis, que experimenten l'efecte Föhn i es dona la precipitació orogràfica, que consisteix que, quan una massa d'aire humit circula cap a una massa muntanyosa, s'eleva fins a arribar al cim d'aquesta, on es refreda, es condensa i cau en forma de precipitacions. Gràcies a l'efecte que pateixen els vents alisis, es poden donar selves als llocs on, si no es donés aquest efecte, hi hauria sabanes.

#### Biocenosi
A l'Amazònia, hi viuen al voltant de dos milions i mig d'espècies d'insectes, desenes de milers de plantes i uns 2.000 ocells i mamífers, amb què constitueix el conjunt de vida més gran del planeta. La biodiversitat augmenta de nord a sud de la regió. Fins ara, han estat estimades unes 438.000 espècies de plantes amb interès econòmic i en queden moltes per registrar. Es considera que el valor de la selva com a proveïdora de fruits, làtex i altres activitats sostenibles és 50 vegades superior al del seu ús recent com a pastures de bovins. Es considera que la selva amazònica conté el 50% de la biodiversitat mundial. Hi habiten el 70% de les espècies terrestres animals i vegetals del planeta.
Es descobreixen noves espècies diàriament. Algunes d'aquestes espècies tenen beneficis medicinals encara desconeguts. En l'Amazònia brasilera, es troba un terç dels arbres del planeta.
Una hectàrea de bosc tropical pot albergar fins a 50 arbres. Hi ha prop de 400 espècies diferents d'orquídies i flors exòtiques.
La vegetació a la selva de l'Amazones es pot dividir en tres tipus, segons la seva alçada i la filtració del sol:
- La volta del bosc: hi dominen els arbres gegants (acàcia); la seva alçada fluctua entre els 40 m i els 60 m. És el nivell que rep més radiacions solars i el més ric en espècies d'animals (aus, insectes, mamífers).
- Nivell intermedi: aquí apreciem com les espècies comencen a adaptar-se a l'ombra. El nivell intermedi correspon a les espècies que es troben entre els 40 i els 10 m d'alçada.
- Sotabosc: la llum gairebé no arriba i existeix una abundància d'organismes descomponedors de fulles.

A l'Amazònia, habita el 33% dels 30 milions d'espècies d'insectes que habiten a la Terra, a més de 300 espècies de rèptils.
De les 483 espècies de mamífers que viuen al Brasil, 324 viuen a l'Amazònia (el 67%), amb més de 30 espècies de micos, alguns descoberts recentment. Hi ha prop de mil espècies diferents d'aus (l'11% de totes les espècies d'aus conegudes del planeta).
La ictiofauna continental d'Amèrica del Sud es pot considerar com la de major riquesa, incloent-hi unes 60 famílies, diversos centenars de gèneres i entre 3.000 i 5.000 espècies. En la conca de l'Amazones, s'estimen unes 2.300 espècies de peixos, si bé hi ha qui considera que almenys en falta un 30% més per descobrir, i és la conca més rica del món. S'ha estimat que la diversitat en trams fluvials de 20 km varia entre 80 i 256 espècies ícties. Al voltant del 85% són Ostariophysi, dels quals el 43% és Characoidei, 39% siluriformes i 3% Gymnotoidei. El 15% restant es distribueix entre Lepidosirenidae, Osteoglossidae, Nandidae, Cichlidae, Cyprinodontidae, Poecilidae, Scianidae, Lepidosirenidae, Engraulidae, Clupeidae, Soleidae, Symbranchidae, Tetraodontidae, Gobiidae i Potamotrygonidae. En aquesta ictiofauna tan rica, ens podem trobar des de peixos pulmonats (Lepidosiren paradoxa), l'únic poecílid ovípar (Fluviphylax pygmaeus), peixos elèctrics (gimnotiformes) o una immensitat de petits peixos ornamentals com el tetra cardenal (Paracheirodon axelrodi).

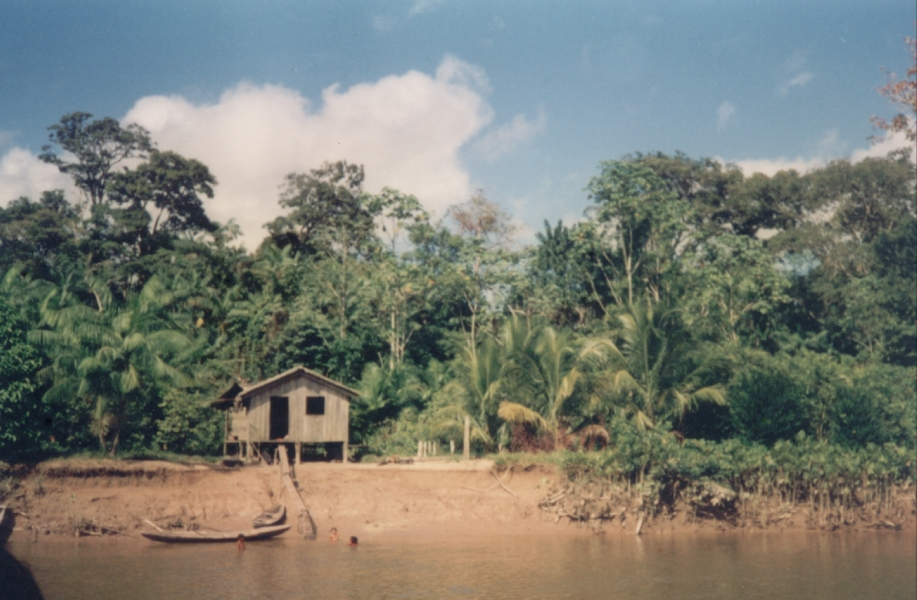
Construcció típica dels pobladors de l'Amazònia

Vint milions de persones han fet de l'Amazònia brasilera la seva llar. Alguns d'ells encara no tenen contacte amb el món desenvolupat i desconeixen l'amenaça que suposa per a la seva supervivència. La població indígena brasilera arriba a les 200.000 persones, que es reparteixen en 120 nacions i suposen l'1% de la població de Brasil. Algunes es troben entre les últimes poblacions no contactades del món.

### Indomalaia
La indomalaia no és contínua per les agressions seculars que ha sofert, comprèn la costa d'Indoxina, la costa nord d'Austràlia, les Filipines, Nova Guinea, Borneo, entre d'altres.
A l'Àsia, a la selva, se la sol denominar jungla, paraula que ve del mot sànscrit jangala, que vol dir 'lloc salvatge'. En moltes llengües del subcontinent asiàtic, s'utilitza aquesta paraula per a referir-se a qualsevol terra en estat natural.
El terme es pot utilitzar en un context tècnic per a referir-se a un bosc tropical, un bosc que es caracteritza per una gran biodiversitat i plantes densament entrellaçades, tals com arbres, canyes, lianes, herbes… Com a ecosistema boscós, les jungles es troben en zones climàtiques tant equatorials com tropicals.

### Mangrova

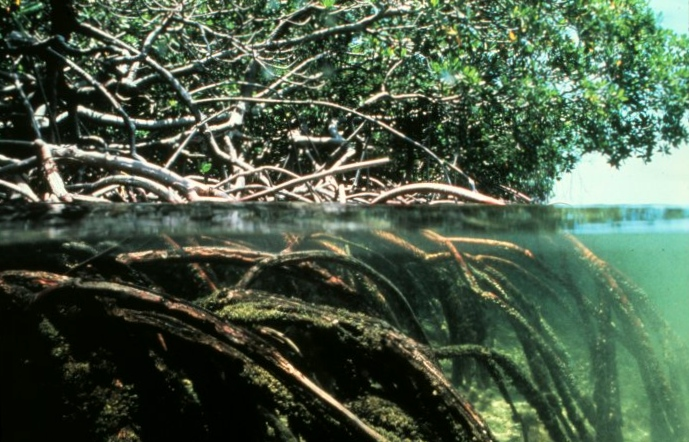
Vista per sobre i per sota de la superfície marina en un manglar

El mangrova o manglar (com en occità i italià i d'altres) és un bioma format per arbres i arbusts molt tolerants a la sal, que ocupen la zona intermareal propera a les desembocadures de rius a les latituds tropicals de la Terra. Les regions amb manglars inclouen estuaris i zones costaneres. Els manglars tenen una enorme diversitat biològica per la seva alta productivitat, i s'hi troben nombroses espècies de molts tipus. Els manglars són especialment susceptibles als canvis provocats per les marees, i el que de dia és una platja, de nit pot convertir-se en fons marí amb la pujada de la marea. Els manglars reben el seu nom dels arbres que els formen, els mangles.